# Guillaume Tirel

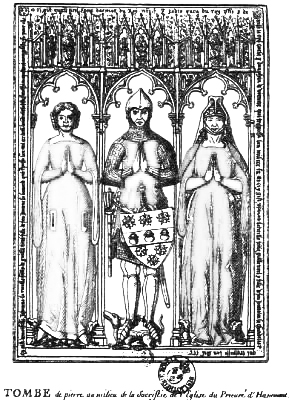
Nagrobek Guillaume'a Tirela i jego dwóch żon. Rycina z książki barona Jérôme'a Pichona i Georges'a Vicaire wydanej w Paryżu w 1892 roku

Guillaume Tirel, znany jako Taillevent (ur. ok. 1315, zm. 1395) – francuski kucharz okresu średniowiecza, kuchmistrz na dworze królów francuskich Filipa VI i Karola V. Ogłoszona przez niego książka kucharska, zatytułowana Le Viandier, wywarła wielki wpływ na sztukę kulinarną średniowiecza oraz na kuchnię francuską. 